# Бусыгин, Евгений Прокопьевич
Евге́ний Проко́пьевич Бусы́гин (22 декабря 1913 [2 января 1914], Казань — 15 февраля 2008, Казань) — советский и российский этнограф, профессор Казанского университета, музыкант-мультиинструменталист. Признанный руководитель казанской этнографической школы, специалист по русской традиционной культуре Среднего Поволжья, этническим процессам в регионе, краеведению, истории этнографии и географии. Заслуженный работник культуры РСФСР (1984), почётный член Русского географического общества. Заслуженный деятель науки Татарстана (1972), Заслуженный деятель науки Российской Федерации (1997), Заслуженный профессор КГУ. Ветеран Великой Отечественной войны.

## Биография
Родился в семье служащих. Родители увлекались исполнением народных мелодий (отец, Прокопий Илларионович Бусыгин, 1880—1967, играл на балалайке и гармонике). В 1920-е гг. Евгений Бусыгин играл в детском оркестре народных инструментов, а в 1929 г. окончил музыкальную школу им. Р. А. Гуммерта по классу скрипки. В 1929—1932 гг. обучался в Восточном музыкальном техникуме (ныне Казанский музыкальный колледж). В 1932—1935 годах обучался в Казанском механико-технологическом техникуме (это давало преимущества при поступлении в ВУЗ), который окончил с отличием.
С 1934 г. — профессиональный музыкант ряда оркестров Казани. Играл в «Малом оркестре народных инструментов Республиканского радиокомитета» (под управлением В. И. Суслина) — на четырёхструнной домбре, «Малом симфоническом оркестре Республиканского радиокомитета» — скрипка и альт. В 1937—1939 гг. играл в оркестре Татарского государственного драматического театра (дирижёр С. З. Сайдашев) и одновременно — в симфоническом оркестре Татарской государственной филармонии (дирижёр А. М. Пазовский). С 1939 г. — в оркестре Татарского государственного театра оперы и балета. Параллельно выступал как альтист в камерном квартете из оркестра Оперного театра.
В 1935 г. поступил на геолого-географический факультет Казанского университета. В 1938 г. перевёлся на вновь образованное отделение географии, где поступил под научное руководство Н. И. Воробьёва, читавшего курсы общего землеведения и истории географии. В 1940 г. с отличием окончил университет по специальности «геоморфология» и по распределению должен был отправиться на Дальний Восток, но в связи с проведением Декады татарского искусства в Москве, был распределён в Казанский оперный театр.
В ноябре 1940 года Бусыгин был призван в армию и направлен в 93-ю стрелковую дивизию (Читинская область), где служил в музыкальном взводе — играл на трубе. В 1941 году 93-я дивизия участвовала в Битве за Москву. Музыканты были прикреплены к штабу дивизии, исполняя обязанности курьеров и адъютантов, иногда и санитаров. В феврале 1942 года Е. П. Бусыгин был принят в ВКП(б), и вскоре под Малоярославцем был ранен в голову. После выздоровления был прикреплён к Ансамблю песни и пляски 20-й армии. Ансамбль обслуживал фронтовые бригады артистов и много гастролировал.
Демобилизован 22 октября 1945 г., и с 1 ноября 1945 г. зачислен ассистентом проф. Н. И. Воробьёва на геолого-географический факультет, одновременно восстановившись в оркестре Оперного театра, откуда уволился в 1947 году в связи с невозможностью совмещения преподавания и научной работы с профессиональным занятием музыкой.
В университете практически в одиночку начал восстановление Этнографического музея, уничтоженного в 1941 г. в связи с обустройством в его помещении физической лаборатории АН СССР, эвакуированной в Казань. 1 сентября 1946 г. музей был открыт, в его помещениях читались курсы общей этнографии. С музеем Бусыгин расстался в 1953 году в связи с большой загруженностью лекциями.
В 1946 г. принял участие в первой для себя этнографической экспедиции в Закамские районы Татарии. Вторая экспедиция — 1947 г. была посвящена русскому населению ТАССР. Экспедиции ежегодно проводились до 1952 г.
С 1956 г. экспедиции были возобновлены с изменением методики их проведения: были разработаны три экспедиционных маршрута, что позволило определить границы средневолжского историко-этнографического района.
В 1960—1961 гг. Бусыгин был командирован во Вьетнам для подготовки кадров этнографов в этой стране. Он читал в университете Ханоя курс лекций по общей этнографии, а также участвовал в четырёхмесячной экспедиции к горным племенам. Его учебник по этнографии был издан на вьетнамском языке.
Скончался 15 февраля 2008 года на 95-м году жизни. Похоронен на Арском кладбище Казани.

## Научно-преподавательская деятельность
В 1952 г. защитил диссертацию на соискание степени кандидата наук «Материальная культура русского сельского населения Татарской АССР» в Институте этнографии АН СССР.
В 1963 г. защитил в Москве докторскую диссертацию на тему «Русское население Среднего Поволжья (историко-этнографическое исследование материальной культуры)». Главным результатом экспедиционных наблюдений, обобщённых в диссертациях и ряде монографий, стал вывод о том, что русские являются коренным населением Поволжья, наряду с тюркскими и финно-угорскими народами, ареал расселения русских стал складываться задолго до XVI в.
В 1968 г. Е. П. Бусыгин принимал участие в VIII Международном конгрессе антропологических и этнографических наук в Токио, а в 1973 г. в IX Конгрессе в Чикаго.
С 1946 по 1988 г. работал на географическом факультете Казанского университета: с 1953 г. — доцент, с 1966 — профессор. В 1988 г. создал на историческом факультете кафедру этнографии, став её первым заведующим.
Е. П. Бусыгин опубликовал более 300 печатных работ, в том числе 10 монографий, в которых является автором и соавтором и 4 учебника.

## Важнейшие труды
- «Основы этнографии» (учебник на вьетнамском яз., 1960),
- Русское население Чувашской АССР: материальная культура. Чебоксары: Чувашское государственное издательство, 1961 (в соавт. с Н. В. Зориным),
- «Русское население Среднего Поволжья. Историко-этнографическое исследование материальной культуры» (1966),
- «Общественный и семейный быт русского сельского населения Среднего Поволжья» (в соавторстве, 1973),
- Русская сельская семья Чувашской АССР: (историко-этнографическое исследование). Казань: Изд-во Казанского университета, 1980 (в соавт. с Н. В. Зориным, Л. И. Зориной),
- Хозяйство и материальная культура русского населения Ульяновского Поволжья. Казань: Изд-во Казанского университета, 1982 (в соавт. с Н. В. Зориным, Л. П. Шабалиной),
- «Этнография народов Поволжья» (учебное пособие, в соавторстве, 1984),
- «Сельская женщина в семейной и общественной жизни» (в соавторстве, 1986),
- «Декоративное оформление сельского жилища в Казанском Поволжье» (в соавторстве, 1986),
- «Этнодемографические процессы в Казанском Поволжье» (в соавторстве, 1991),
- «История географии» (учебник, 1998),
- «Общая этнология» (учебник, 2001),
- «История этнографии в Казанском университете» (в соавторстве, 2002),
- Николай Иосифович Воробьев (1894—1967). Казань: Изд-во Казанского ун-та, 2002 (в соавт. с Н. В. Зориным),
- Счастье жить и творить. Казань: Kazan-Казань, 2007[3].

За сборник «Очерки статистической этнографии», в котором является автором и редактором, удостоен премии КГУ первой степени и присвоено звание Лауреата университетской премии 1974 г.
Подготовил 2 докторов и 22 кандидата наук. Владел немецким и татарским языками.

## Известные адреса
- Казань, улица Степана Разина, дом 50.[4]